# Dấu vết động vật
Dấu vết của động vật (Animal track) hay còn gọi là dấu chân thú là bất kỳ các vết tích, dấu vết nào mà con vật đã để lại trong đất, tuyết, bùn, hoặc trên một số mặt đất khác, hoặc trong những căn nhà bởi một con vật đã đi qua nó. Nó cũng là những dấu vết xung quanh để nhận biết các động vật chẳng hạn như chất thải, thức ăn, các thức ăn, các thức giết mồi, các vết cào. Những dấu vết động vật được thợ săn sử dụng để theo dấu con mồi và các nhà tự nhiên học để xác định các con vật sống trong một khu vực nhất định. Dấu vết sẽ chỉ ra một cách tương đối chính xác các loài, cá thể động vật, có thể trông khác nhau dựa trên trọng lượng của một con vật cụ thể và loại tầng lớp chúng được tạo ra. Từ dấu vết này có thể phỏng đoán tương đối chính xác về con vật đó nếu là người có kinh nghiệm. Dấu chân của một con vật có thể chỉ ra chúng là loại nào, kích cỡ và hướng di chuyển.

## Trong săn bắn
Theo dấu động vật trong săn bắn và sinh thái (hay còn gọi là dọi dấu, dò dấu) là khoa học và nghệ thuật quan sát dấu vết động vật và các dấu hiệu khác, với mục đích đạt được sự hiểu biết về cảnh quan và động vật được theo dõi. Mục tiêu tiếp theo của việc theo dõi là sự hiểu biết sâu sắc hơn về các hệ thống và mô hình tạo nên môi trường xung quanh và kết hợp với bộ theo dõi. Các thực hành theo dõi có thể tập trung vào, nhưng không giới hạn, các mô hình và hệ thống của đời sống động vật địa phương và sinh thái học.
Người theo dõi phải có khả năng nhận biết và đi theo con vật qua các dấu vết, dấu hiệu và đường mòn của chúng, dấu tích của động vật bao gồm các vết chân, vết cào, nhúm lôn, lông vũ, xác con mồi, những đường mòn lối đi, cách đánh dấu, âm thanh, hương thơm, mùi hôi chỉ ra hành vi của các động vật khác, dấu hiệu môi trường sống, và bất kỳ đầu mối khác về nhận dạng và nơi ở của con thú đó.
Người theo dõi kỹ năng có thể phân biệt được những manh mối này, hình dung lại những gì đã diễn ra và đưa ra dự đoán về hành vi của động vật. Người theo dõi có thể dự đoán vị trí hiện tại của chúng và đi theo con vật này gọi được gọi là bám đuôi. Những người thợ săn thời tiền sử đã sử dụng việc theo dõi chủ yếu để thu thập thức ăn. Ngay cả trong thời kỳ lịch sử, theo dõi đã được thực hiện theo truyền thống của đa số người bộ lạc trên toàn thế giới. 

## Một số loài

### Chuột
Một ví dụ minh chứng là dấu vết chuột, nếu thấy vết chân trước bốn ngón và một dấu chân năm ngón đó là dấu hiệu rõ ràng trong nhà đã xuất hiện chuột đồng thời khi phát hiện ra trong nhà có những hạt nhỏ, đen, dài khoảng 3–6 mm, với 2 đầu nhọn thì đó là phân chuột, cũng có thể nhầm lẫn giữa phân chuột nhà với những con gián Mỹ, dù kích thước của các phân tương tự nhau nhưng phân chuột thường có dính lông của chúng. Còn phân gián không nhọn và thường có hình dạng rặng núi chạy xuống hai bên.
Chuột nhà được biết đến với khả năng nhai các đồ vật, dấu răng cũng là một đặc điểm để xác định chúng có tồn tại trong ngôi nhà, ngoài ra chuột còn để lại những mùi đặc trưng trong phân và nước tiểu của chúng. Chuột thường để lại dấu chân, vết bẩn hoặc phân và mùi hôi ở nơi chúng thường chui ra chạy vào, do đó có thể nên dựa vào những đặc điểm này để tìm ra lối đi của chúng và kiểm tra xem lối vào nhà của chuột ở vị trí nào và bịt chúng lại, đảm bảo không còn lỗ hổng nào khác.

### Kiến

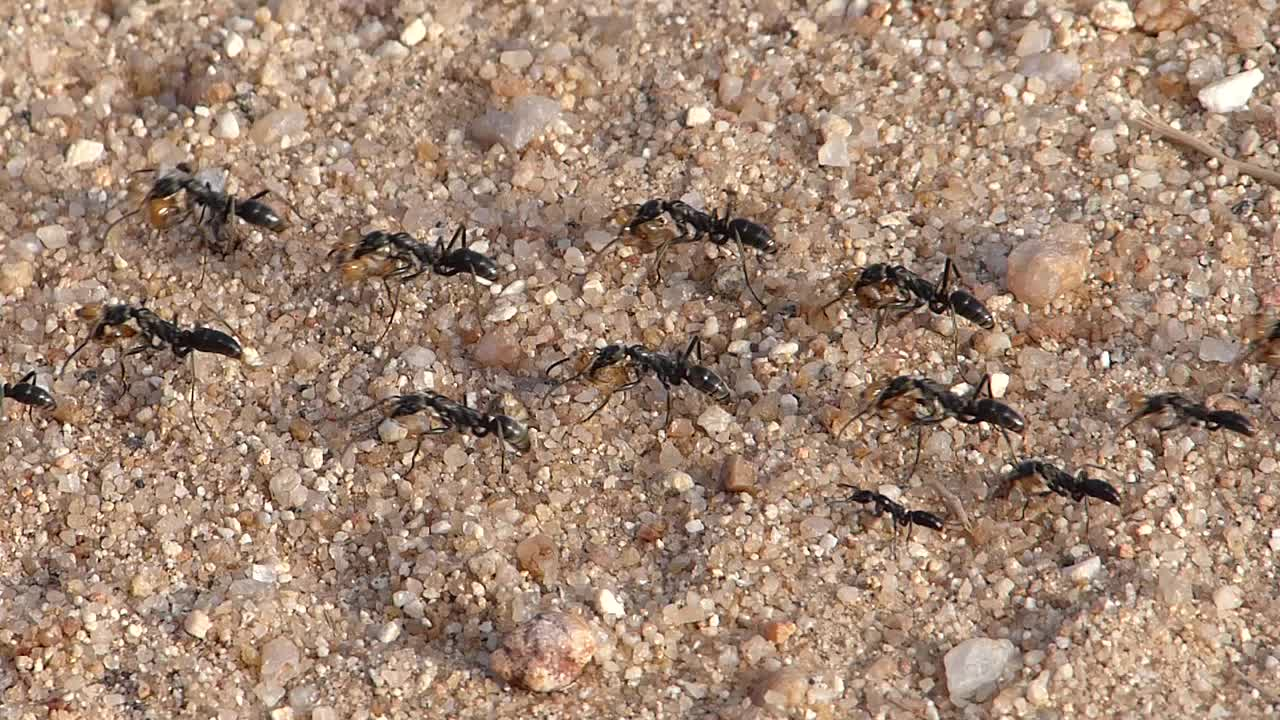
Một đàn kiến đang hành quân

Những con kiến khi di chuyển thường để lại một con đường bằng hóa chất pheromone để làm cho đồng loại của chúng biết được, gọi là Đường đi của kiến tức các vệt di chuyển của kiến trong và ngoài tòa nhà là một dấu hiệu khác. Một số loài kiến sẽ tạo ra một vệt chất dẫn dụ pheromone đến nguồn thức ăn. Dấu vết này dẫn đường cho các con kiến khác trong đàn đến nguồn thức ăn. Nếu thấy vài con kiến di chuyển thành đàn trên sàn nhà, có thể chúng đang đi khảo sát hoặc thám thính.
Kiến nói chung liên lạc với nhau qua hóa chất Pheromone, kiến ngửi qua bộ phận râu dài và mỏng rất linh hoạt. Vì phần lớn thời gian sống của kiến tiếo xúc với đất nên bề mặt đất là nơi thích hợp để chúng để lại dấu vết bừng Pheromone giúp những cá thể khác dễ dàng lần theo. Những loài kiến kiếm ăn theo bầy, khi tìm được nguồn thức ăn những con kiến sẽ liên tục để lại dấu vết trên đường mang thức ăn về tổ giúp những cá thể khác lần theo đến chỗ có thức ăn. Khi nguồn thức ăn đã hết, dấu vết sẽ không được để lại bởi những con kiến trở về tổ do đó dấu vết sẽ từ từ mất đi.

### Kiến khoang

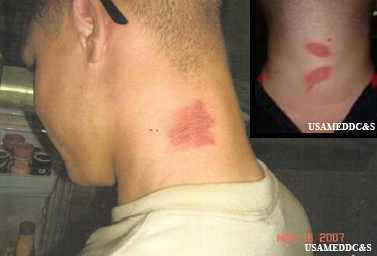
Dấu hiệu của kiến ba khoang

Là loài ưa ánh sáng đèn nên ban đêm, thích ánh đèn nhất là đèn huỳnh quang, kiến ba khoang bay vào trong nhà theo ánh đèn, đậu vào quần áo, khăn mặt, giường chiếu, chăn màn, chất độc trong cơ thể kiến có thể làm tổn thương da người (bỏng da, viêm da) nếu chất này được giải phóng ra khi kiến bị tác động hoặc bị chà xát hoặc bị giết. Thường mọi người bị tổn thương da khi bị chà xát vào kiến, hoặc thấy kiến đậu trên da vội vàng lấy tay đập kiến khiến nọc độc tiết ra, gây tổn thương tại chỗ.
Dấu hiệu của kiến ba khoảng gây tổn thương trên con người có thể nhầm lẫn với các bệnh dời leo, Zona thần kinh. Tuy vậy, tổn thương da do kiến ba khoang thường xuất hiện ở vùng hở trên cơ thể như mặt, cổ, ngực, gáy, vai, tay. Thương tổn tiếp tục xuất hiện dù không còn sự hiện diện của kiến ba khoang nếu ngứa gãi quệt ra vùng da lành, đặc biệt là các vùng nếp gấp. Tại vùng tổn thương, người bệnh có cảm giác rát bỏng tại chỗ, thương tổn trên diện rộng có thể gây sốt nhẹ, nổi hạch lân cận.
Điển hình của viêm da do kiến ba khoang, đó là người bệnh sẽ có cảm giác râm ran ngay sau khi tiếp xúc với chất độc của kiến, nhưng phải sau 6-8 giờ sau xuất hiện ban đỏ, dát đỏ. Tổn thương điển hình chỉ xuất hiện sau 12-24 giờ tiếp xúc và bắt đầu đỡ rát bỏng, bong vảy sau 3 ngày và lành vết thương sau 5–7 ngày, nhưng để lại vết thâm rất lâu. Nếu điều trị đúng thì sau khoảng 5 đến 7 ngày tổn thương sẽ khô, toàn trạng thường không mấy thay đổi, có thể bội nhiễm hoặc lan rộng và thành dịch.

### Chim rừng
Chim rừng được xem là chim hoang dã, có bản lãnh đấu đá, chim này có đặc tính khôn ngoan, chúng thường làm tổ trên những ngọn cây cao chót vót. Muốn bắt được chim non phải trèo lên tận tổ

## Hình ảnh

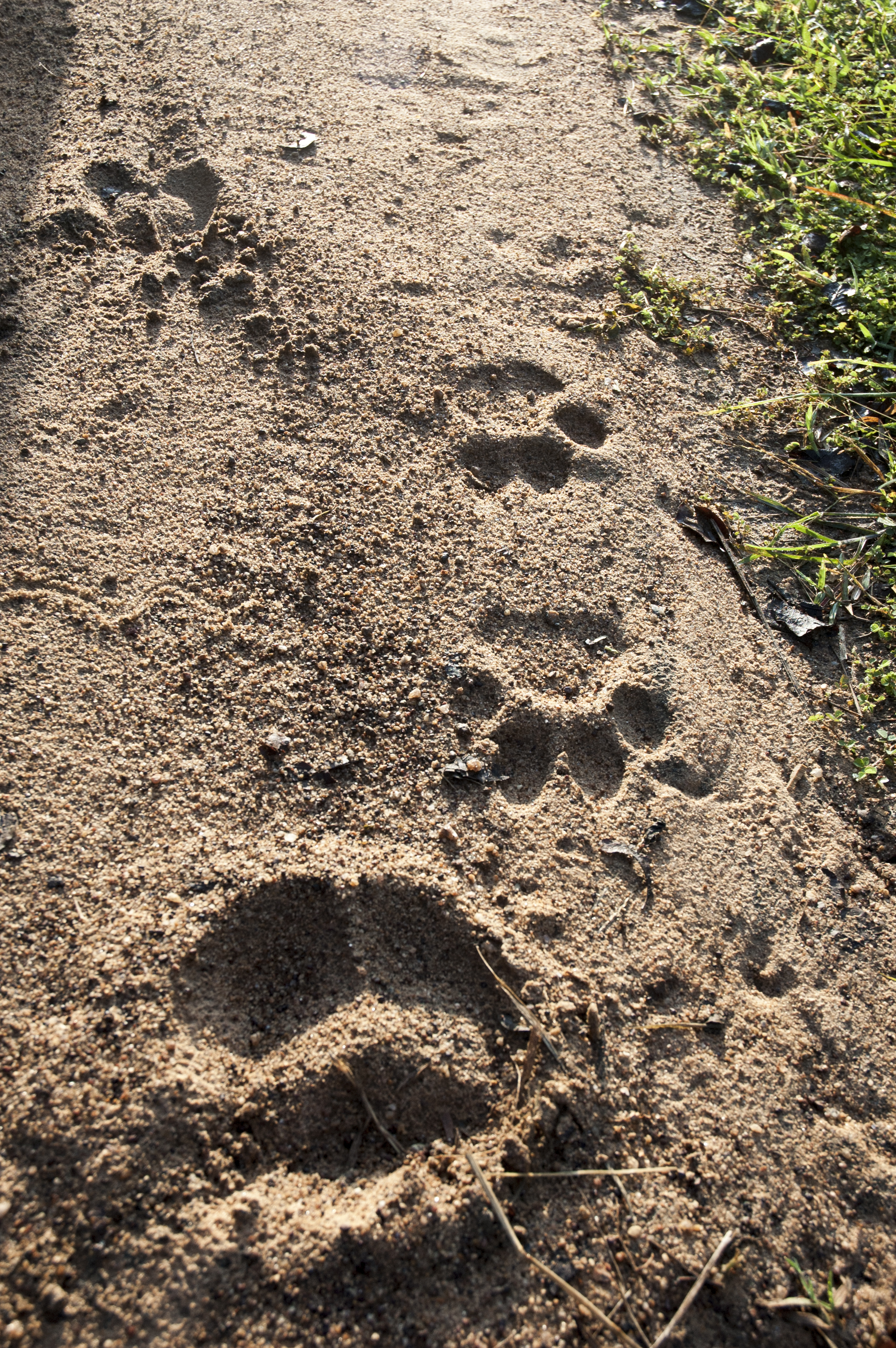
Dấu chân bò tót và dấu chân hổ. Ở đâu có dấu chân của thú móng guốc, ở đó sẽ có dấu vết của thú móng vuốt.
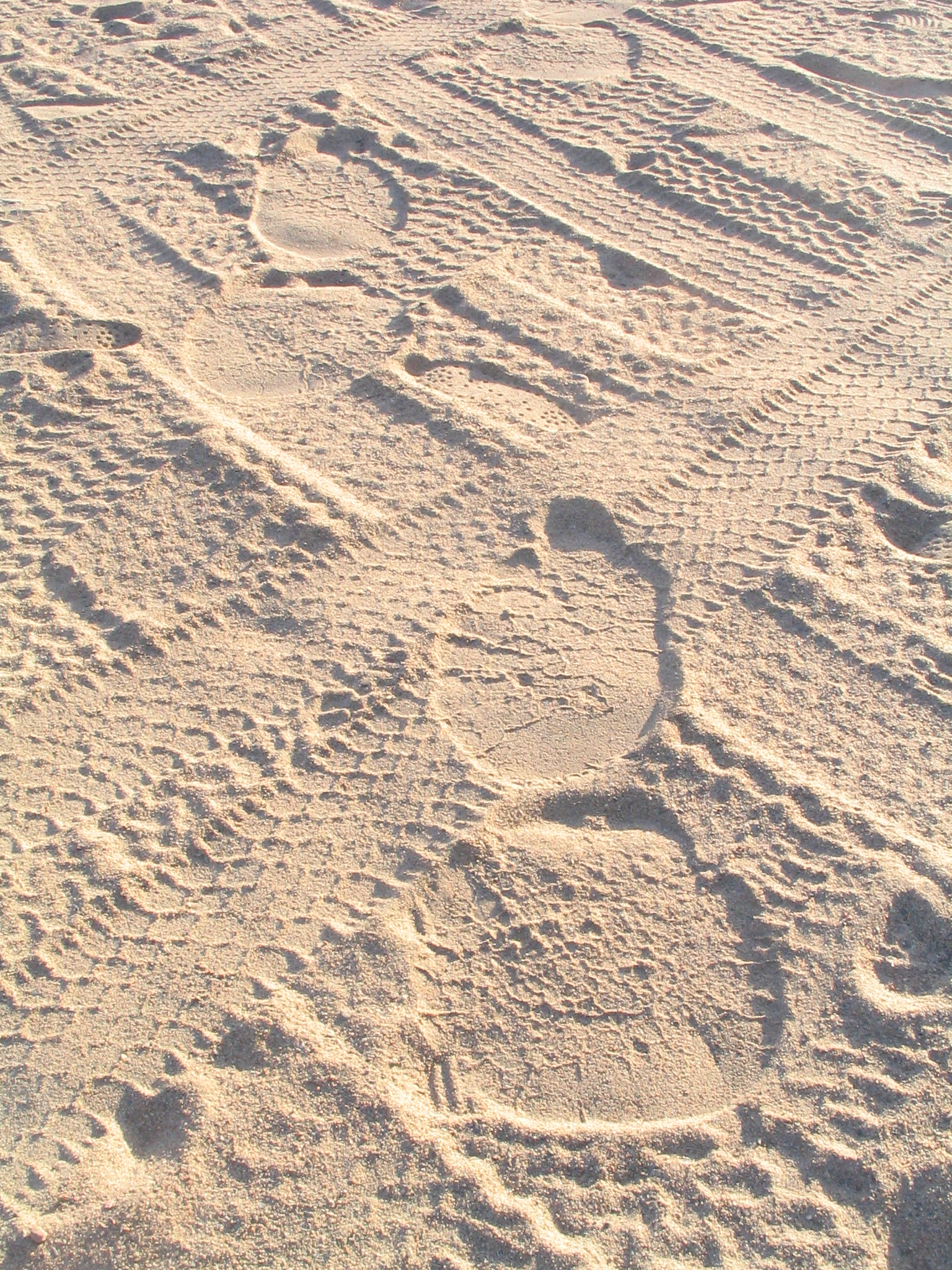
Dấu chân voi trên sa mạc
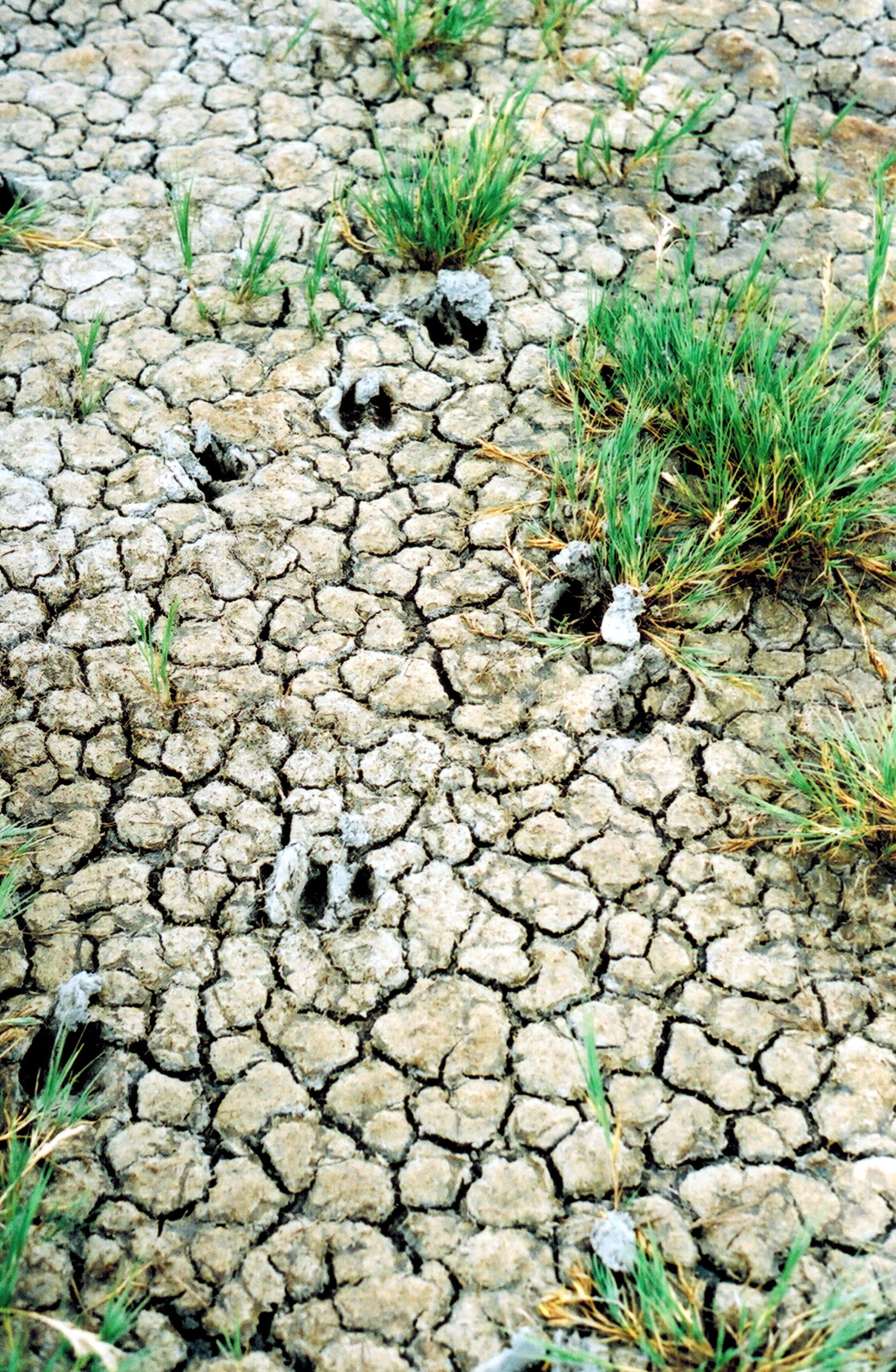
Vết tích của linh dương sừng nhánh
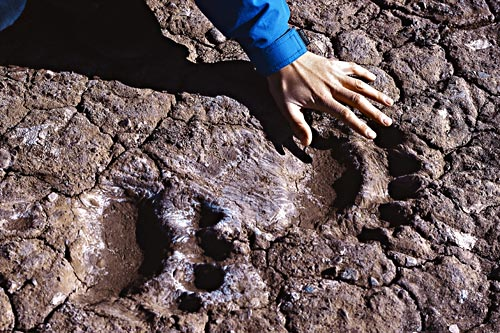
Dấu chân gấu
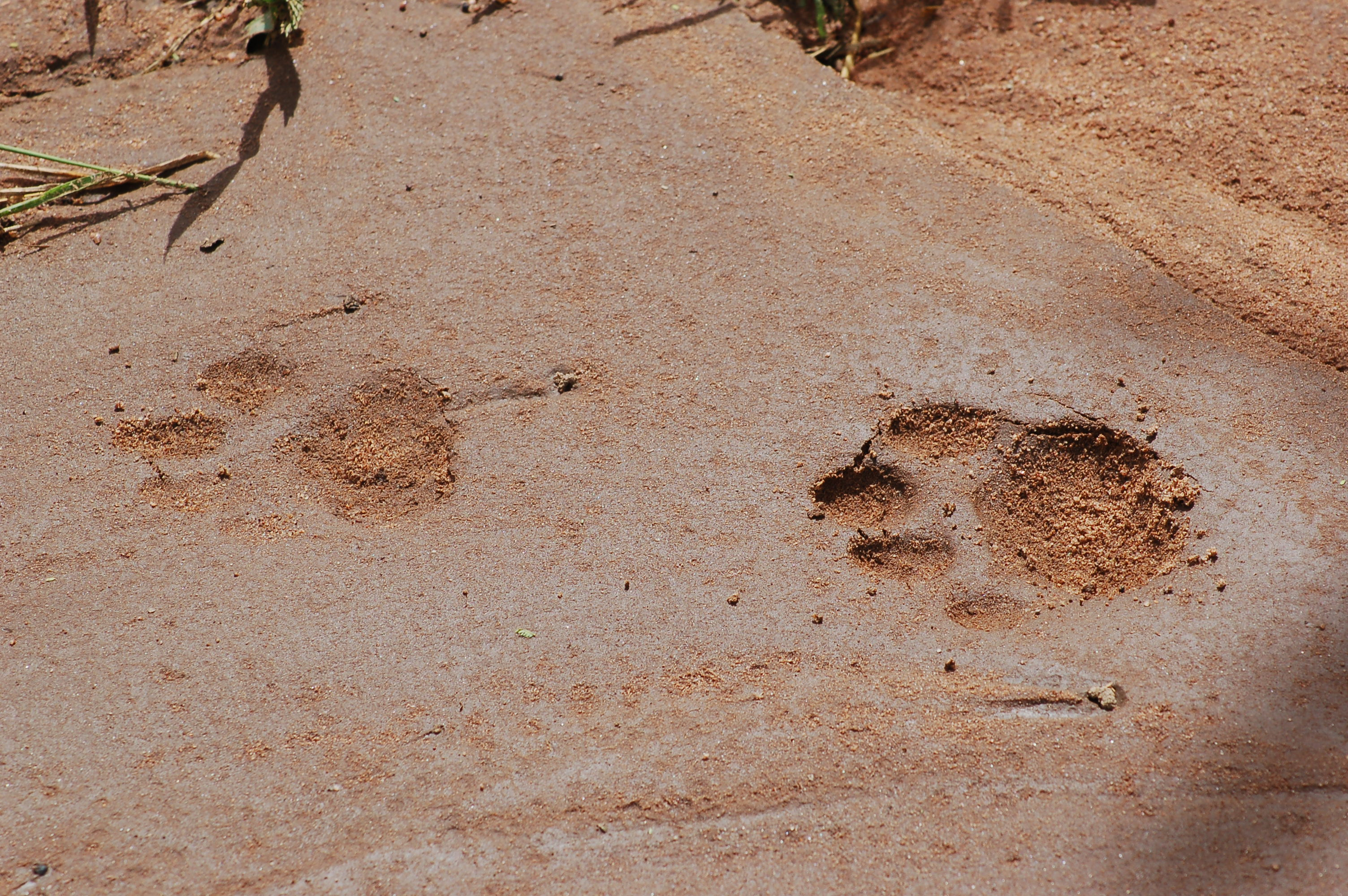
Dấu chân sư tử
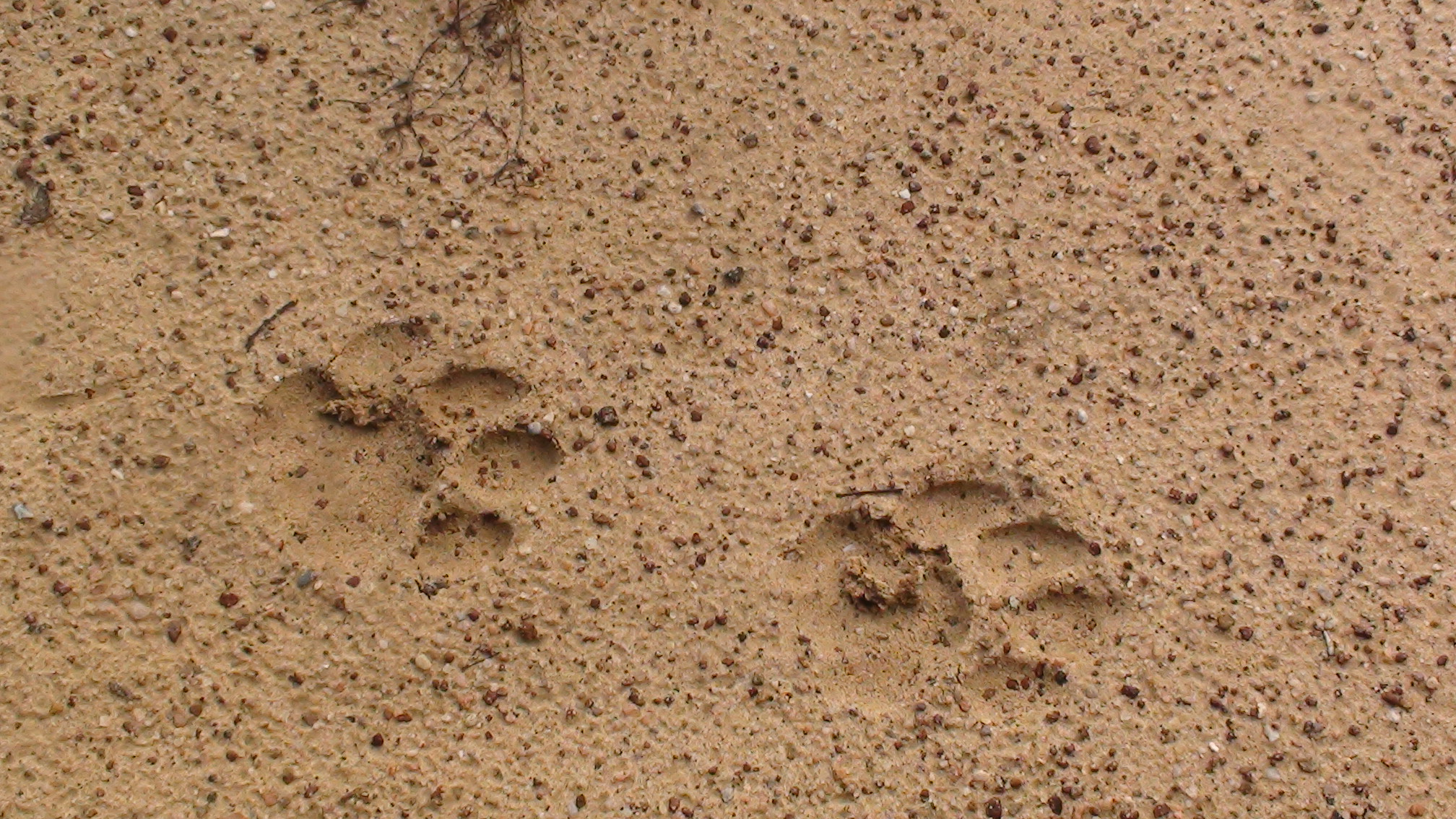
Dấu chân hổ
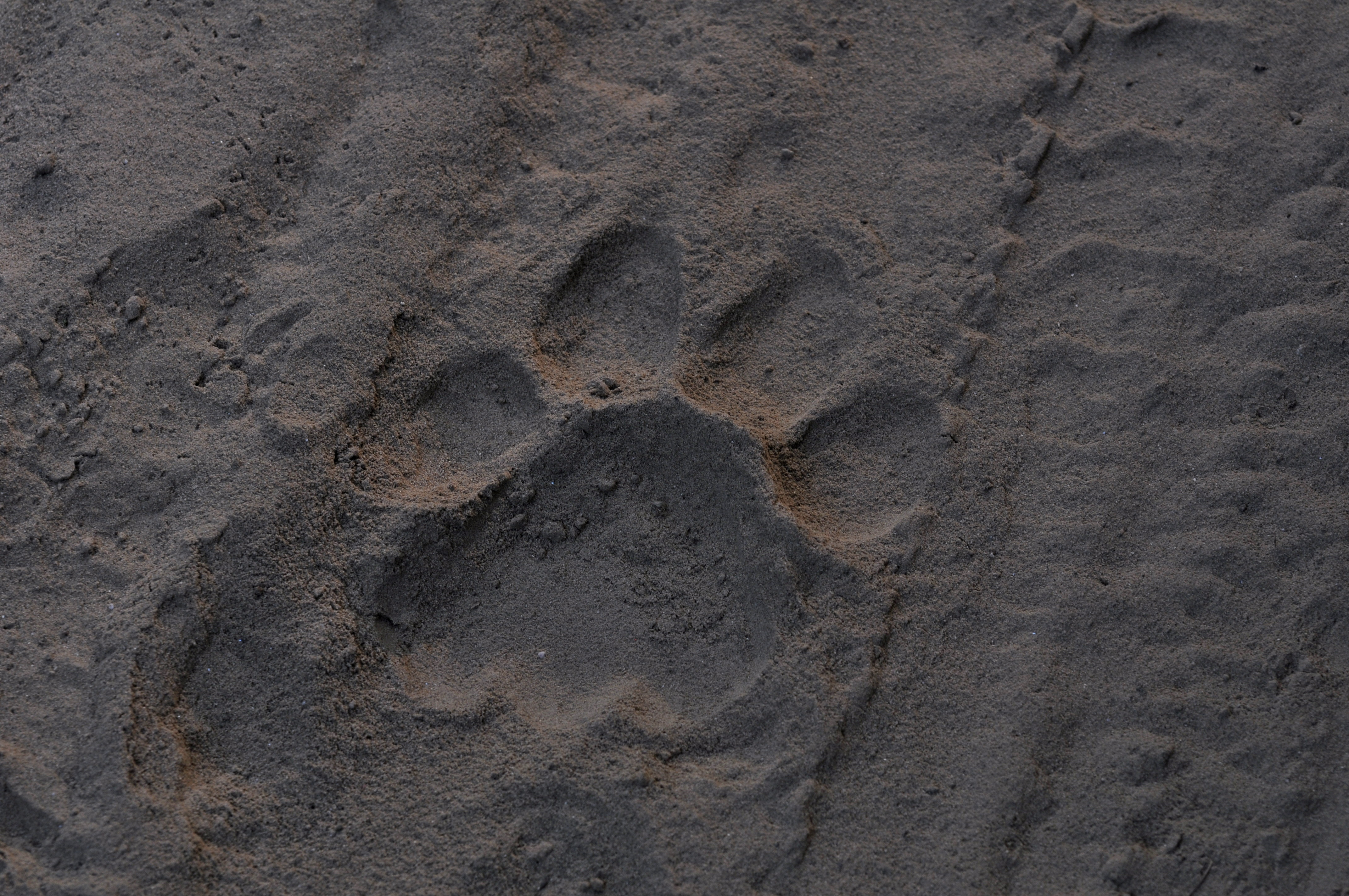
Dấu chân hổ
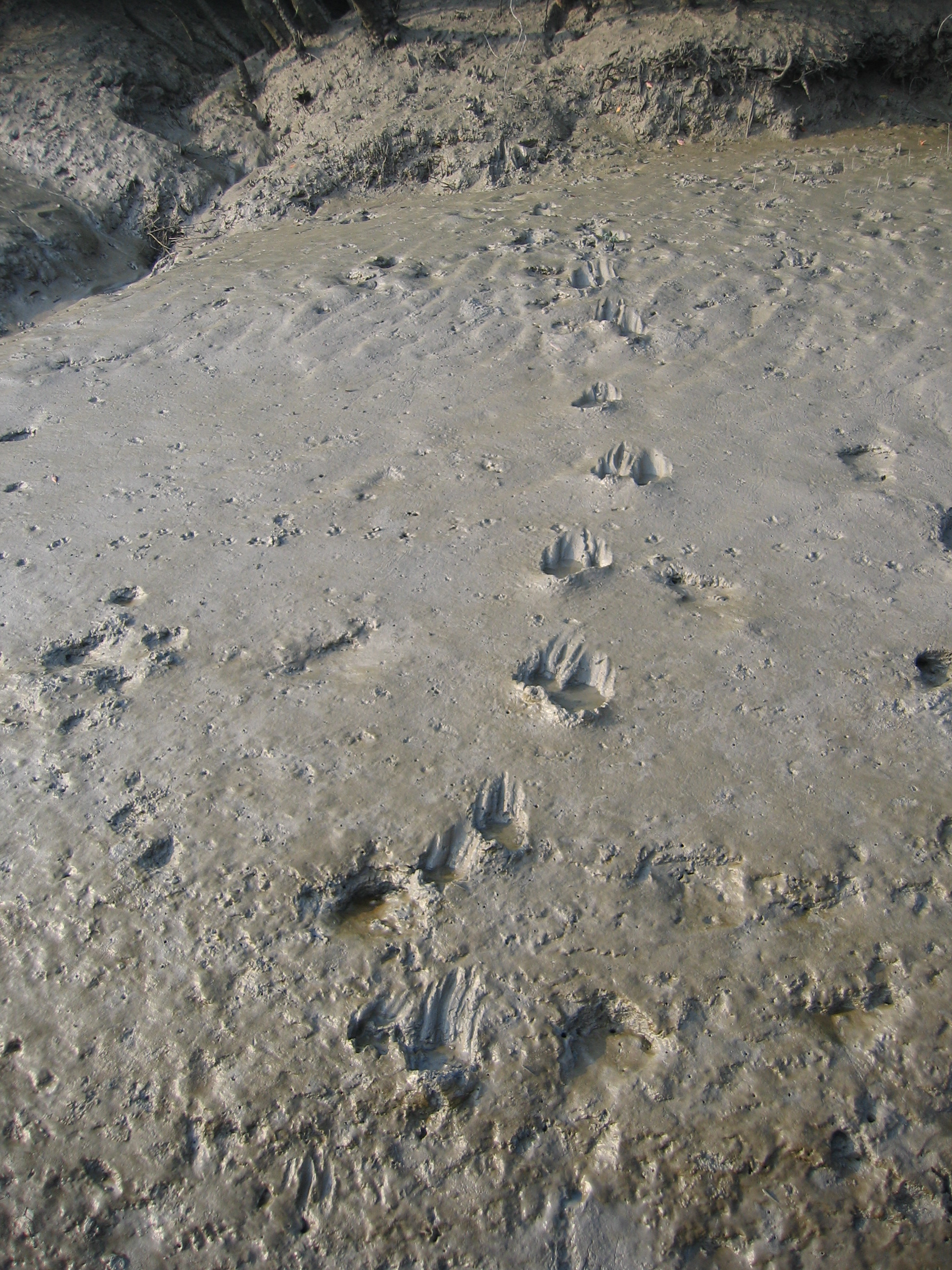
Dấu chân hổ
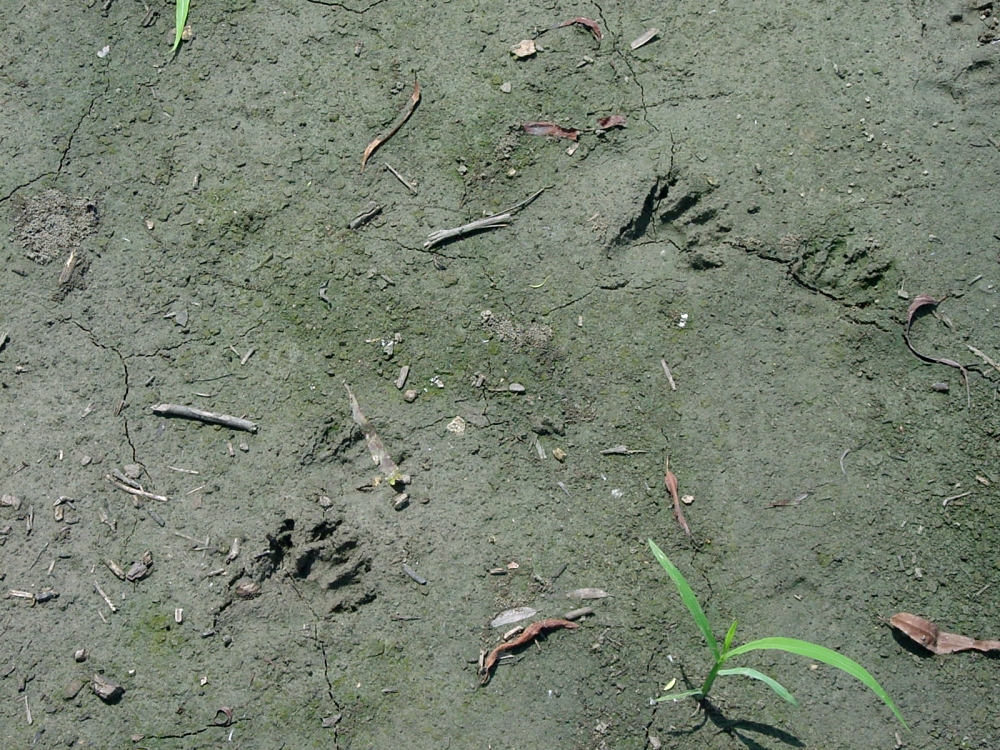
Dấu chân chồn gấu
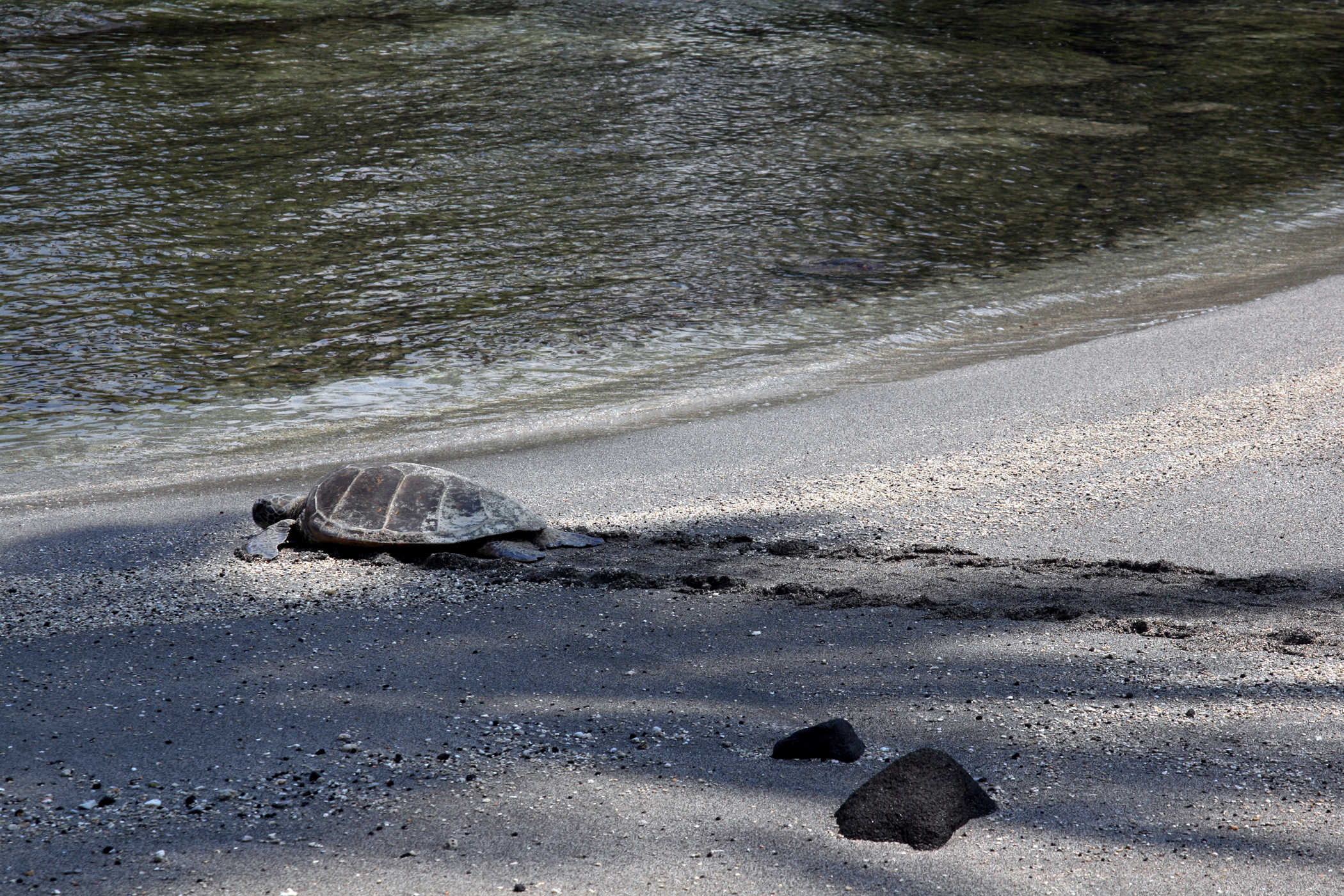
Vết tích của rùa biển
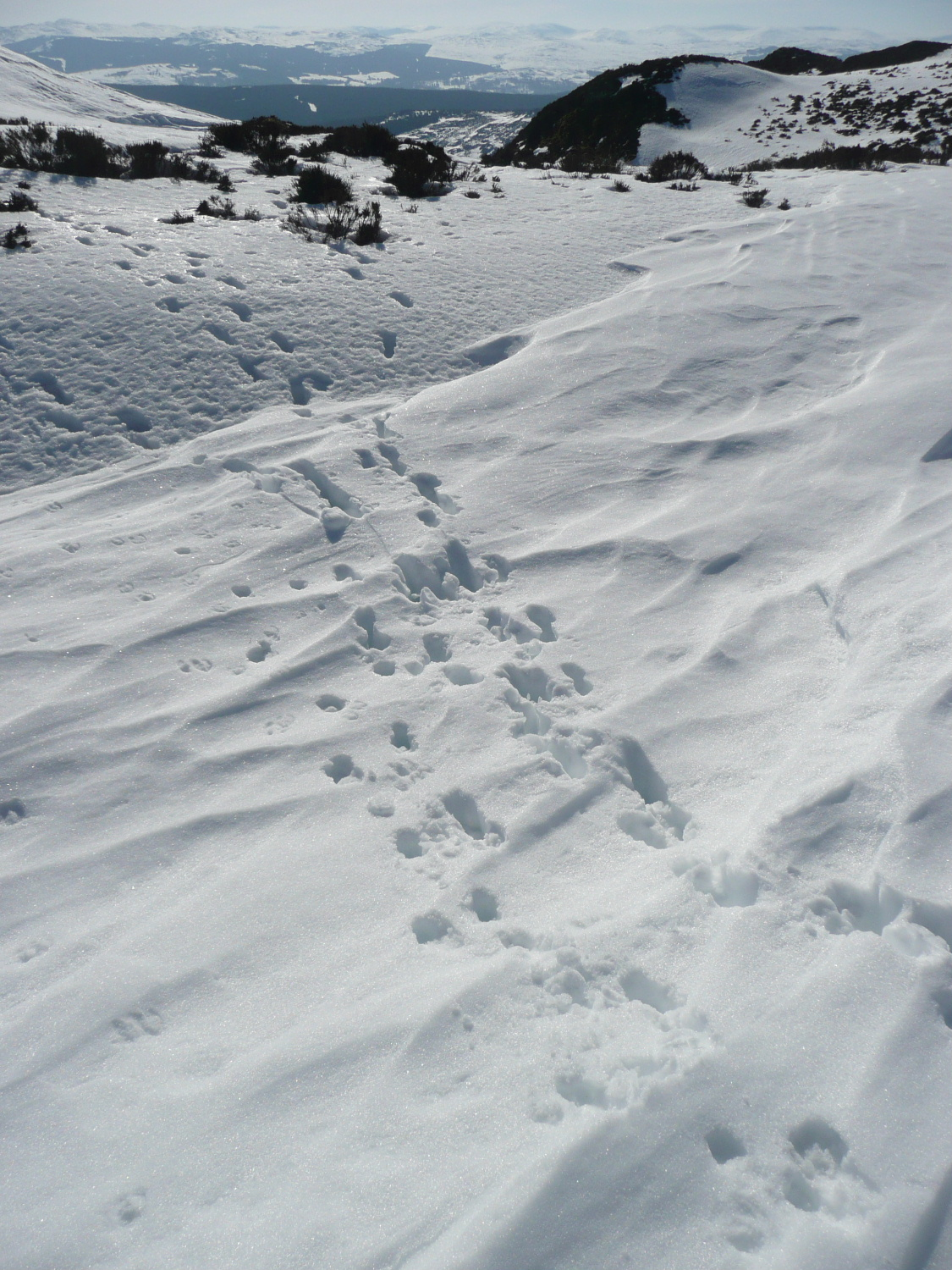
Dấu chân hươu trên tuyết
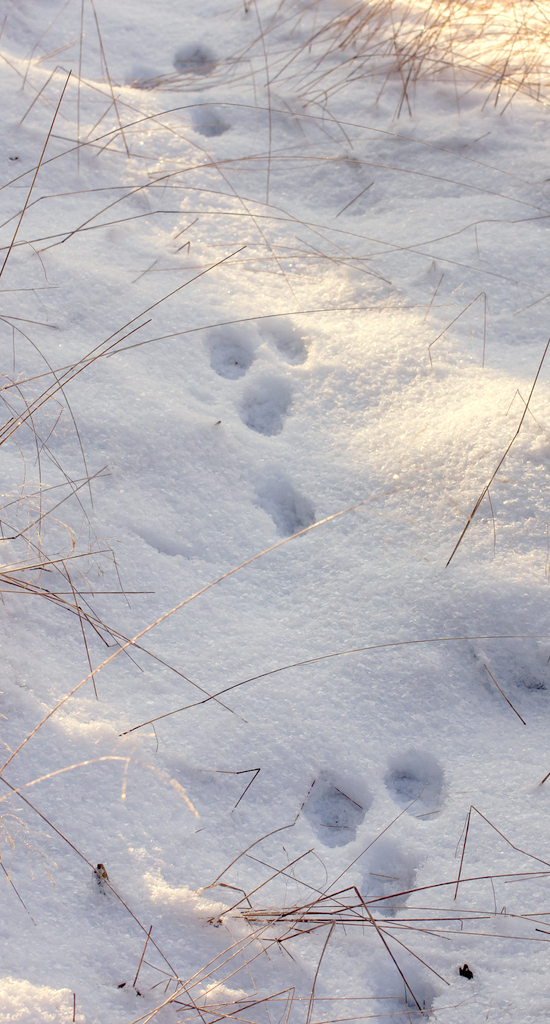
Dấu chân thỏ trên tuyết
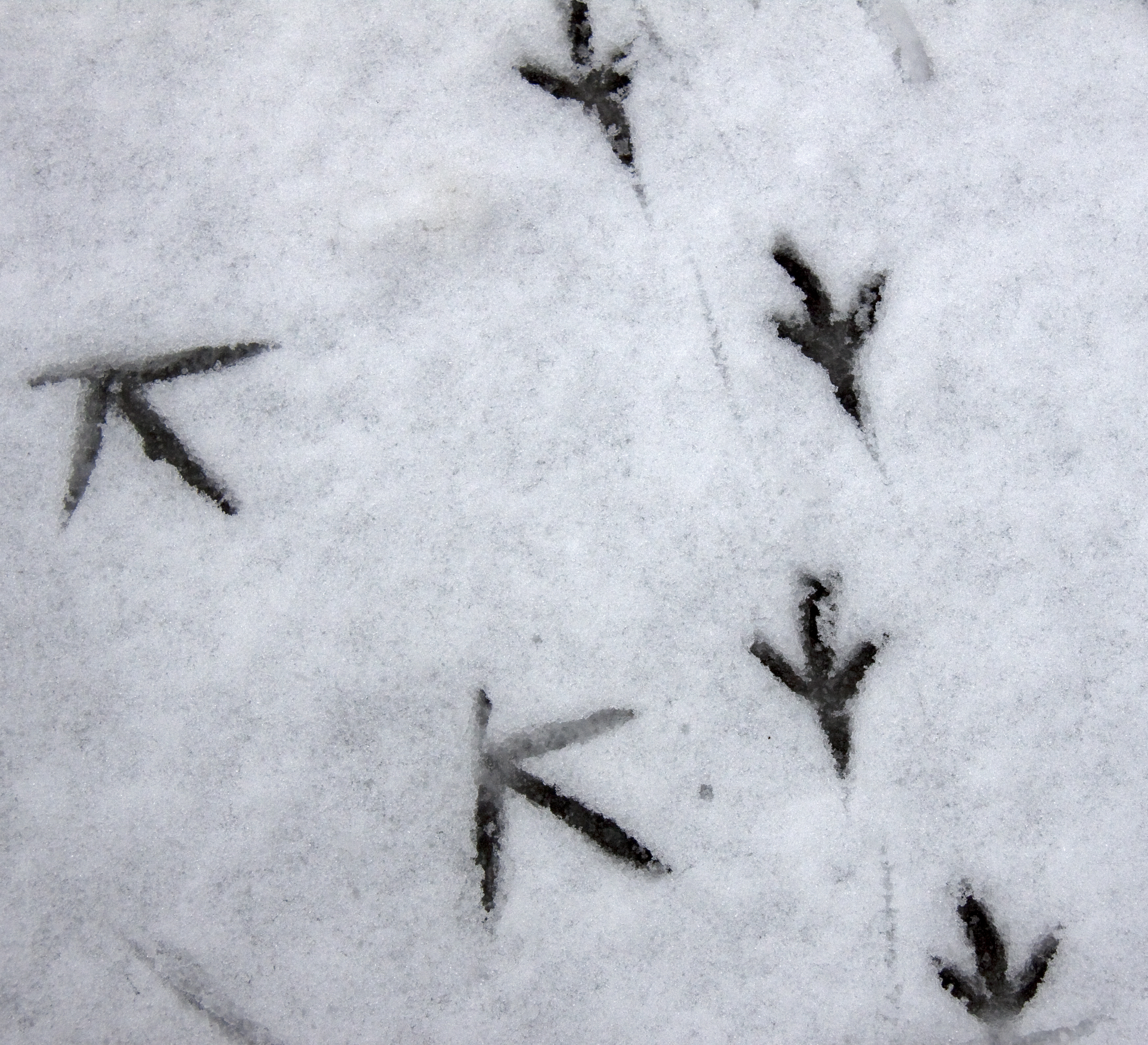
Dấu chân chim trên tuyết
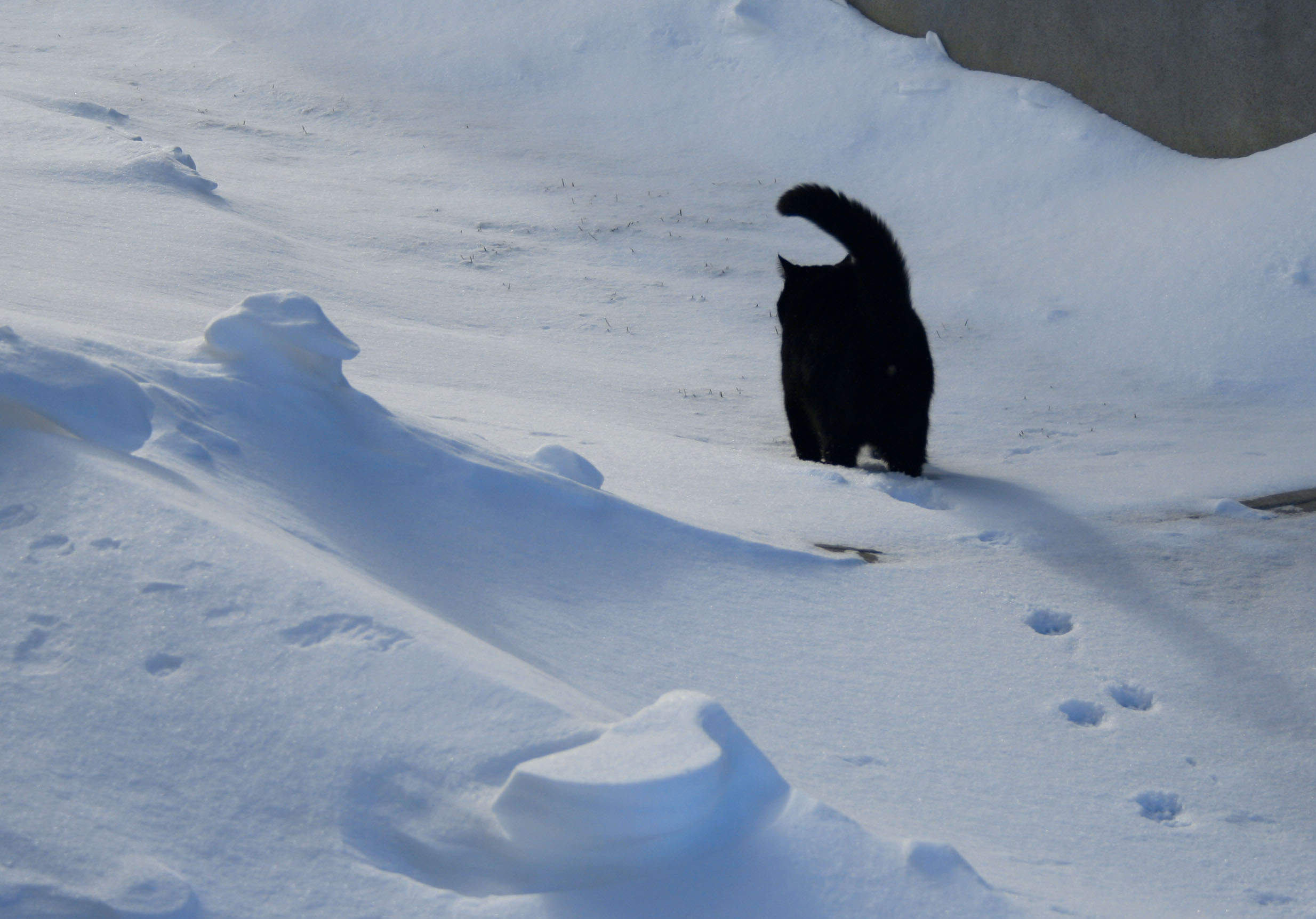
Dấu chân mèo trên tuyết
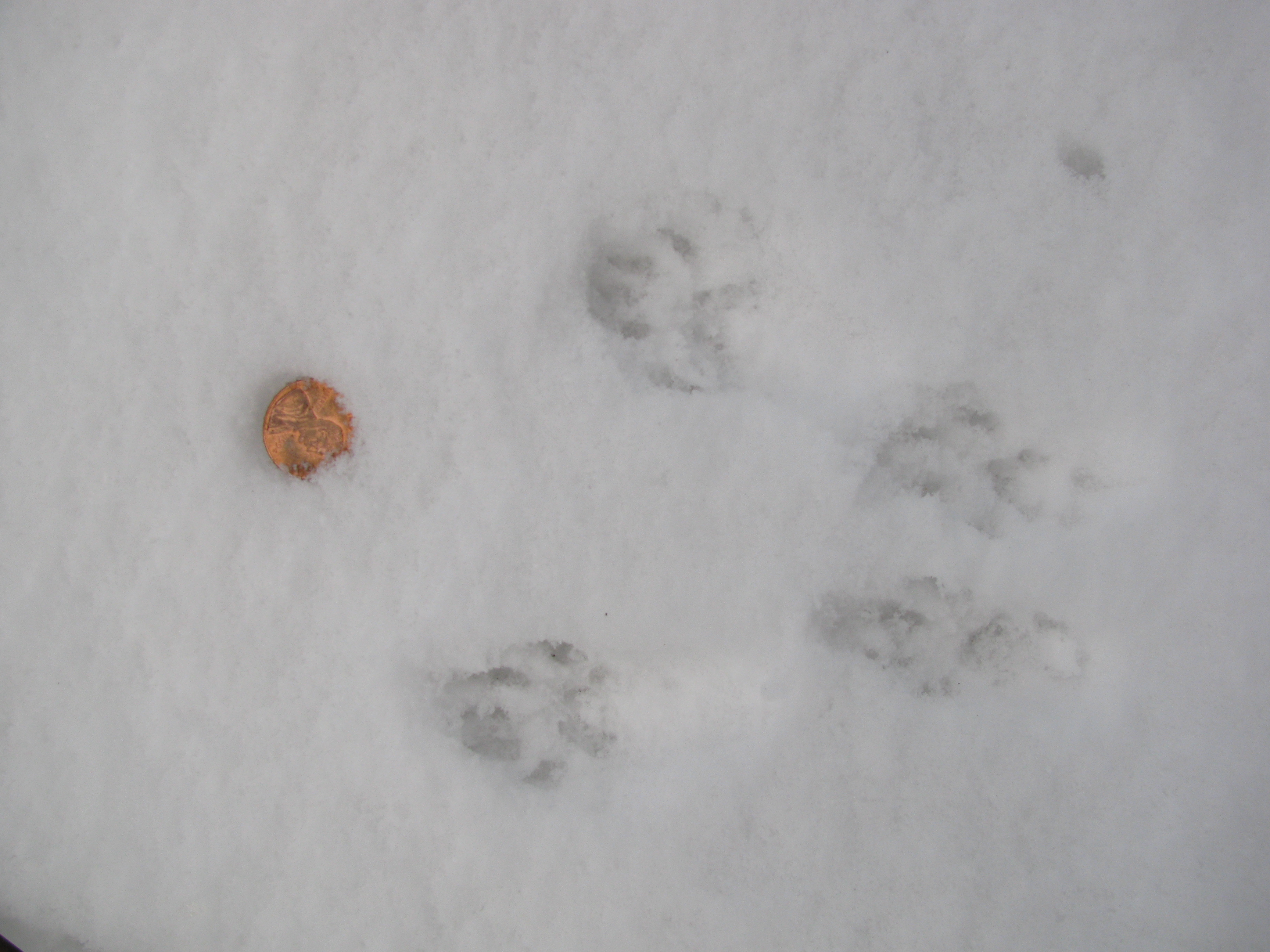
Dấu chân sóc trên tuyết
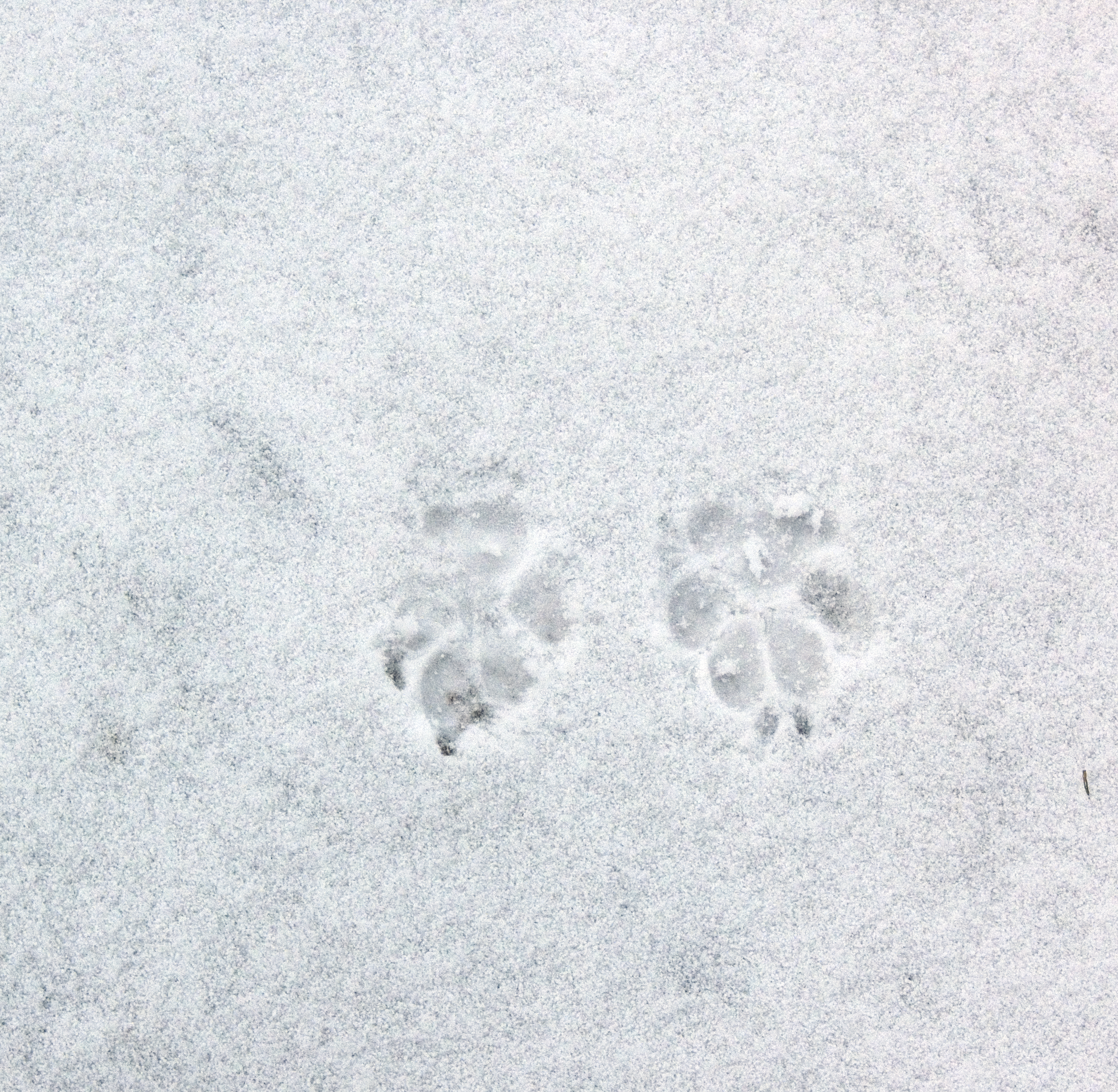
Vất chân chó trên tuyết
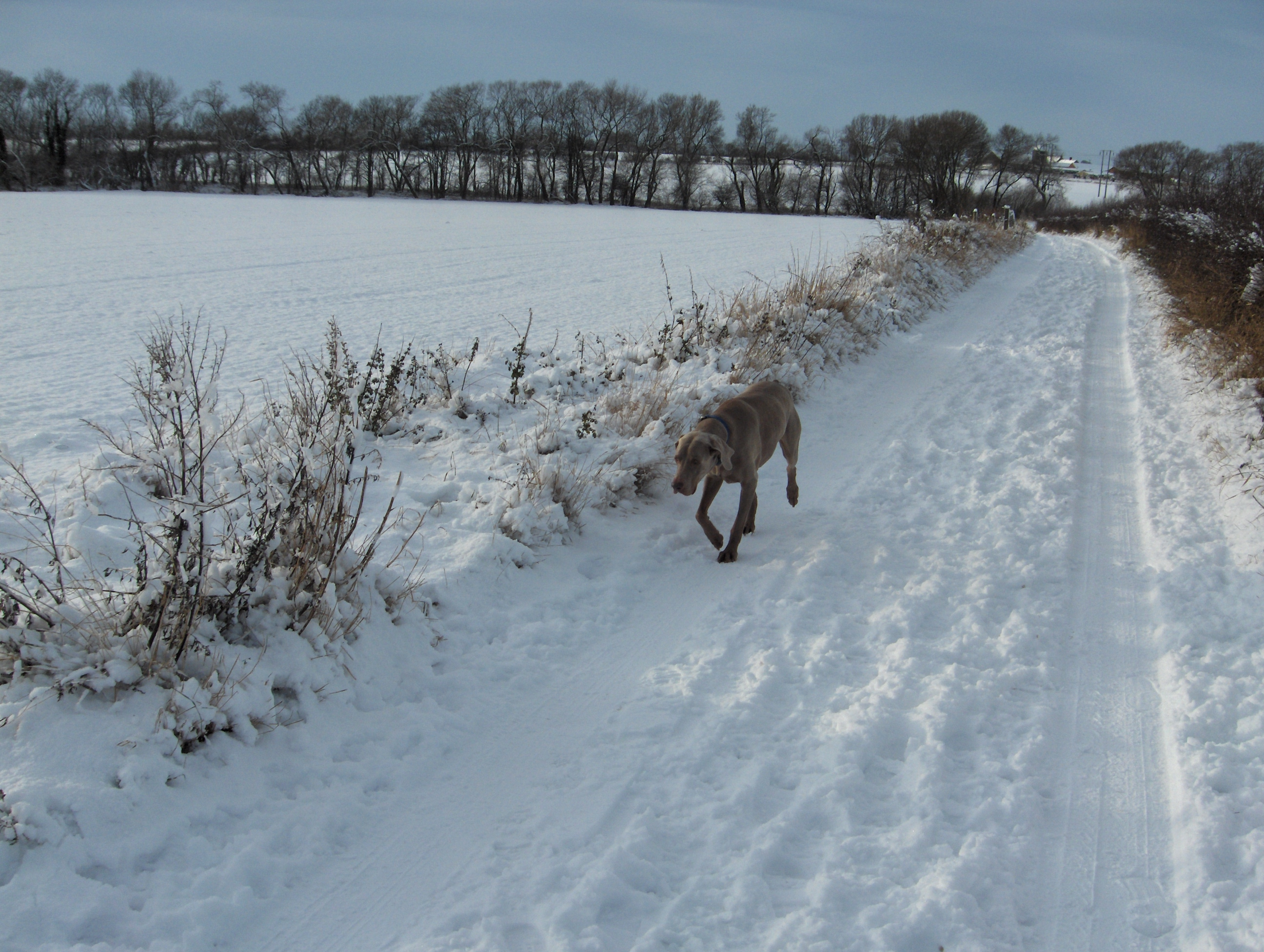
Một con chó đang đi trên tuyết
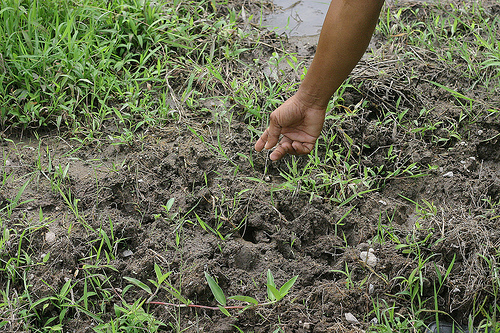
Dấu vết lợn hoang đang băm phá vườn tược
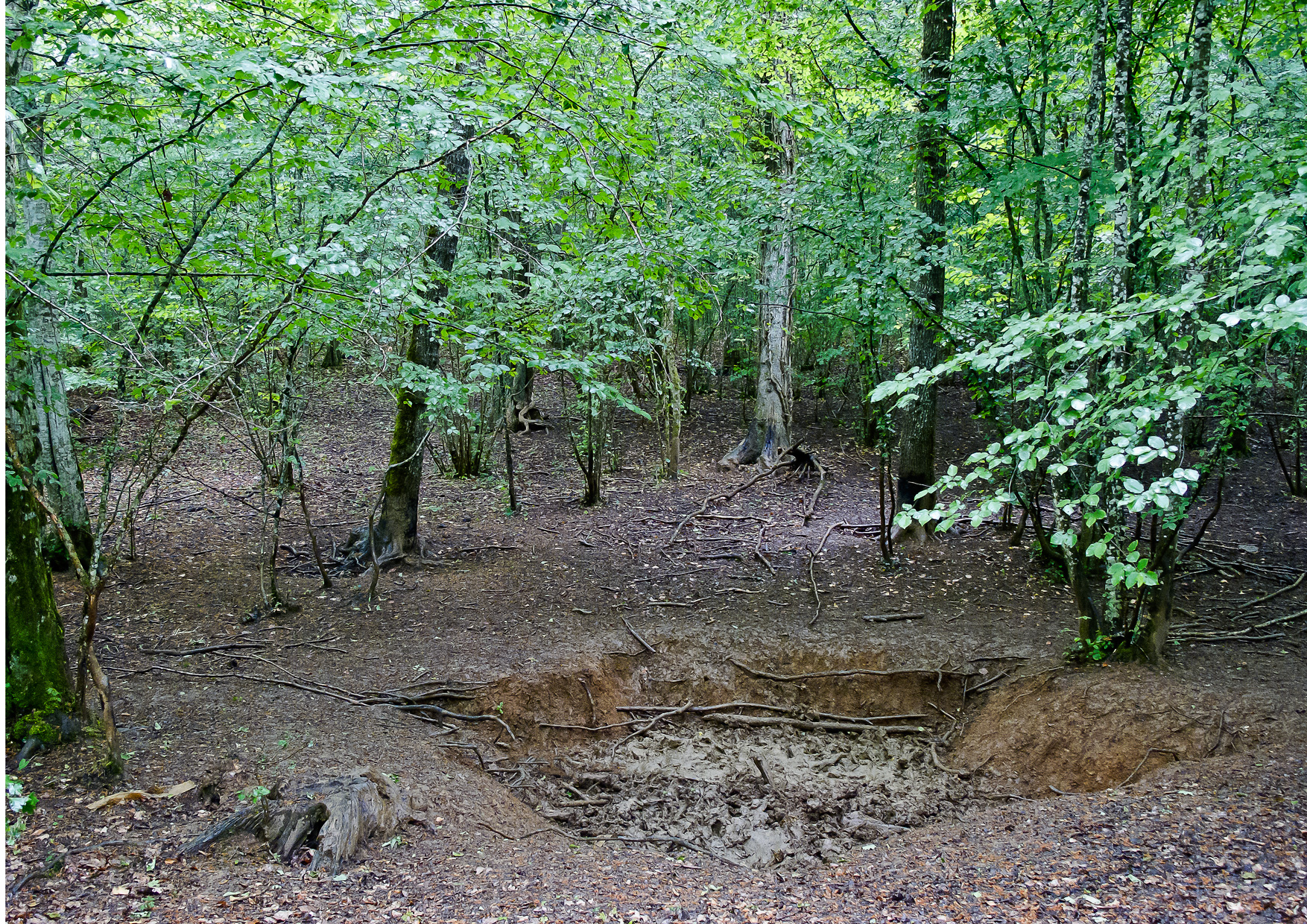
Dấu vết lợn rừng tàn phá vườn tược
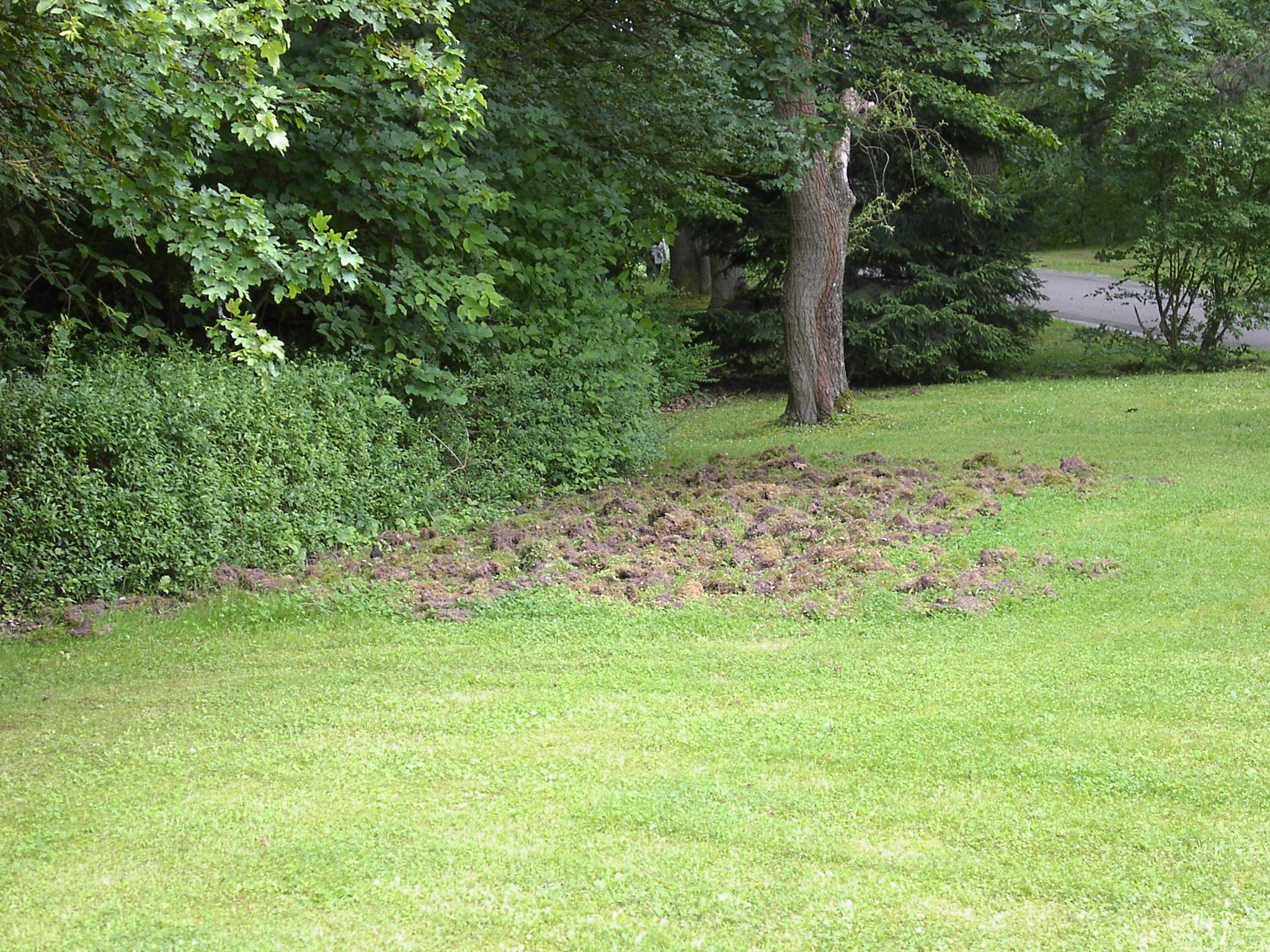
Dấu vết lợn hoang trong vườn, chúng ủi đất, đào rễ cây kiếm ăn